# 中国汽车工业协会
中国汽车工业协会（英語：China Association of Automobile Manufacturers，簡稱CAAM），简称中汽协会、中汽协，是由汽车行业及汽车相关工业的企事业单位和社会组织组成的全国性、行业性的非营利性协会，是世界汽车工业国际协会（OICA）的常任理事会员单位。
中汽协会最高权力机构是会员代表大会，实行理事会制，常设机构是秘书处，由8个内部部门，38个分支机构及9个下属单位组成。

## 主要职责
产业调研和政策研究、信息服务、咨询服务与项目论证、标准制订、市场贸易协调与发展、行业自律、会展服务、行业培训、国际交流。

## 组织机构
会员代表大会下设监事会和理事会，理事会下设38个分支机构和秘书处，秘书处下设8个内部部门和9个下属单位。

### 内部部门
- 会员服务部
- 产业研究部
- 行业发展部
- 行业信息部
- 品牌服务和展览部
- 技术部
- 财务部
- 综合管理部[5]

### 下属机构
- 《汽车纵横》杂志社有限公司
- 广州展联展览服务有限公司
- 东莞雅森中汽展览有限公司
- 中国汽车工业经济技术信息研究所有限公司
- 众汽智慧车联（北京）科技有限公司
- 中德智骋（上海）汽车科技有限S公司
- 众链科技（北京）有限公司
- 众汽德联智驾（北京）科技有限公司
- 天津北洋众启教育咨询有限公司[5]

### 分支机构
目前中国汽车工业协会设有38个分支机构，由整车类、零部件类和其他类型三大类组成。

#### 整车
- 中国汽车工业协会专用车分会
- 中国汽车工业协会客车分会
- 中国汽车工业协会旅居车（房车）分会
- 中国汽车工业协会燃气汽车分会
- 中国汽车工业协会越野车分会
- 中国汽车工业协会皮卡

#### 零部件
- 中国汽车工业协会车用发动机分会
- 中国汽车工业协会车用电机电器电子分会
- 中国汽车工业协会车用活塞组件分会
- 中国汽车工业协会车用换热器分会
- 中国汽车工业协会车用滤清器分会
- 中国汽车工业协会车用仪表分会
- 中国汽车工业协会车用灯具分会
- 中国汽车工业协会离合器分会
- 中国汽车工业协会转向器分会
- 中国汽车工业协会制动系统分会
- 中国汽车工业协会减振器分会
- 中国汽车工业协会传动轴分会
- 中国汽车工业协会悬架分会
- 中国汽车工业协会车轮分会
- 中国汽车工业协会车身附件分会
- 中国汽车工业协会车桥分会
- 中国汽车工业协会后处理系统分会
- 中国汽车工业协会汽车零部件再制造分会
- 中国汽车工业协会汽车热系统分会
- 中国汽车工业协会汽车非金属件分会
- 中国汽车工业协会燃油箱系统分会

#### 其他
- 中国汽车工业协会汽车试验场分会
- 中国汽车工业协会北斗应用分会
- 中国汽车工业协会后市场分会
- 中国汽车工业协会汽车改装分会
- 中国汽车工业协会汽车新材料分会
- 中国汽车工业协会智能网联汽车分会
- 中国汽车工业协会数据分会
- 中国汽车工业协会充换电分会
- 中国汽车工业协会上市公司分会
- 中国汽车工业协会软件分会
- 中国汽车工业协会新能源汽车电池分会